# Leucandra anguinea
Leucandra anguinea är en svampdjursart som först beskrevs av Ridley 1884.  Leucandra anguinea ingår i släktet Leucandra och familjen Grantiidae. Inga underarter finns listade i Catalogue of Life.